# Фікітешть
Фікітешть, Фікітешті (рум. Fichitești) — село у повіті Бакеу в Румунії. Входить до складу комуни Поду-Туркулуй.
Село розташоване на відстані 223 км на північний схід від Бухареста, 59 км на південний схід від Бакеу, 107 км на південь від Ясс, 95 км на північний захід від Галаца.

## Населення
За даними перепису населення 2002 року у селі проживали 110 осіб, усі — румуни. Усі жителі села рідною мовою назвали румунську.